# Quilombo Cacau
Cacau é uma comunidade remanescente de quilombo, população tradicional brasileira, localizada no município brasileiro de Colares, no Pará. A comunidade Cacau é formada por uma população de 44 famílias descendentes de um grupo de escravos vendido com as terras em 1874, que hoje estão distribuidas em uma área de 100 hectares. O território foi certificado como remanescente de quilombo (reminiscências históricas de antigos quilombos) em 2013, pela Fundação Cultural Palmares.
Esta comunidade teve o Relatório Técnico de Identificação e Delimitação publicado em 2005 (etapa da regularização fundiária), mas ainda está com a situação fundiária em análise (não titulada) no INCRA.

## Tombamento
O tombamento de quilombos é previsto pela Constituição Brasileira de 1988, bastando a certificação pela Fundação Cultural Palmares:

Art. 216. Constituem patrimônio cultural brasileiro os bens de natureza material e imaterial, tomados individualmente ou em conjunto, portadores de referência à identidade, à ação, à memória dos diferentes grupos formadores da sociedade brasileira [...]

§ 5º Ficam tombados todos os documentos e os sítios detentores de reminiscências históricas dos antigos quilombos.

## Histórico
Em 1874, havia o Engenho Santo Antonio da Campina no norte de Colares, ilha no Estado do Pará. Um grupo de escravos foi incluído na venda dessas terras para o advogado Domingos Antonio Raiol, conhecido como Barão de Guajará. Com o fim da escravidão no Brasil, os descendentes que ainda viviam na área formaram dois povoados: Mané João, e Cacau e Ovos. Desde 1928, com os sucessivos novos proprietários (mesmo sem a certeza da natureza e da legalidade das vendas realizadas), passaram a sofrer com expropriação de terras que ocupavam pela mudança econômica realizada pela valorização de procutos como madeira, peixe e palmito, inclusive pela instalação clandestina de uma fábrica de palmito.
As vendas mais recentes foram:
- 1970: um migrante paulista do ramo de palmito de açaí recebeu incentivo fiscal da Sudam (com o objetivo de ampliar a integração econômica da Amazônia) para expandir os empreendimentos palmiteiros na região de Colares;
- 1981: a firma Empreendimentos Agroindustriais do Pará SA (Empasa) declarou a posse de 14.446 hectares de terra em Colares (o que foi questionado posteriormente pelo Incra).

As 44 famílias da comunidade quilombola de Cacau se reuniram na Associação Quilombola de Cacau em busca da regularização fundiária da terra que ocupam há mais de um século, já que a Emplasa cercou-as em uma área de menos de 100 hectares, restringindo seu uso de recursos naturais que são essenciais para sua sobrevivência.

Povos Tradicionais ou Comunidades Tradicionais são grupos que possuem uma cultura diferenciada da cultura predominante local, que mantêm um modo de vida intimamente ligado ao meio ambiente natural em que vivem. Através de formas próprias: de organização social, do uso do território e dos recursos naturais (com relação de subsistência), sua reprodução sócio-cultural-religiosa utiliza conhecimentos transmitidos oralmente e na prática cotidiana.